# Rüdesheim am Rhein
Rüdesheim am Rhein es una ciudad situada en el centro de Alemania, en el estado federado de Hesse. Se encuentra a orillas del Rin y marca la frontera con el estado de Renania-Palatinado. Es conocida por sus viñedos y su producción vinícola.

## Lugares de interés
Niederwalddenkmal

El Niederwalddenkmal fue construido para conmemorar la fundación del imperio alemán después del final de la Guerra Franco-Prusiana. La primera piedra del monumento a Niederwald fue colocada el 16 de septiembre de 1871 por Guillermo I. El escultor elegido para la creación del monumento fue Juan Schilling y el arquitecto, Karl Weisbach. El coste total de las obras se estima en un millón de marcos de oro. Mide 38 metros de altura, fue inaugurado el 28 de septiembre de 1883 y representa la unión de todos los alemanes. 

Drosselgasse

La Drosselgasse es una calle situada en el corazón del casco antiguo de Rüdesheim. Se considera que es la primera calle de la ciudad, mide 144 metros de largo por 3 metros de ancho. Está llena de restaurantes bellamente decorados y durante todo el día y toda la noche se puede escuchar música en directo procedente de las numerosas tabernas que se pueden encontrar en la calle. Esta calle es visitada anualmente por tres millones de personas.

Binger Mäuseturm

La torre Binger Mäuseturm es una antigua torre de defensa construida en el siglo XIV como aduana a fin de fortalecer el sistema de barreras aduaneras del castillo de Ehrenfels. Fue destruida durante la Guerra de los treinta años y la Guerra de los Nueve Años en 1689 pero el rey Federico Guillermo IV mandó restaurarla en 1856. Desde su reconstrucción hasta 1974 sirvió como torre reguladora del tráfico de buques por estar ubicada en un paso estrecho del río. Con la ampliación del río la torre dejó de usarse. Desde el año 2002 es Patrimonio de la Humanidad.

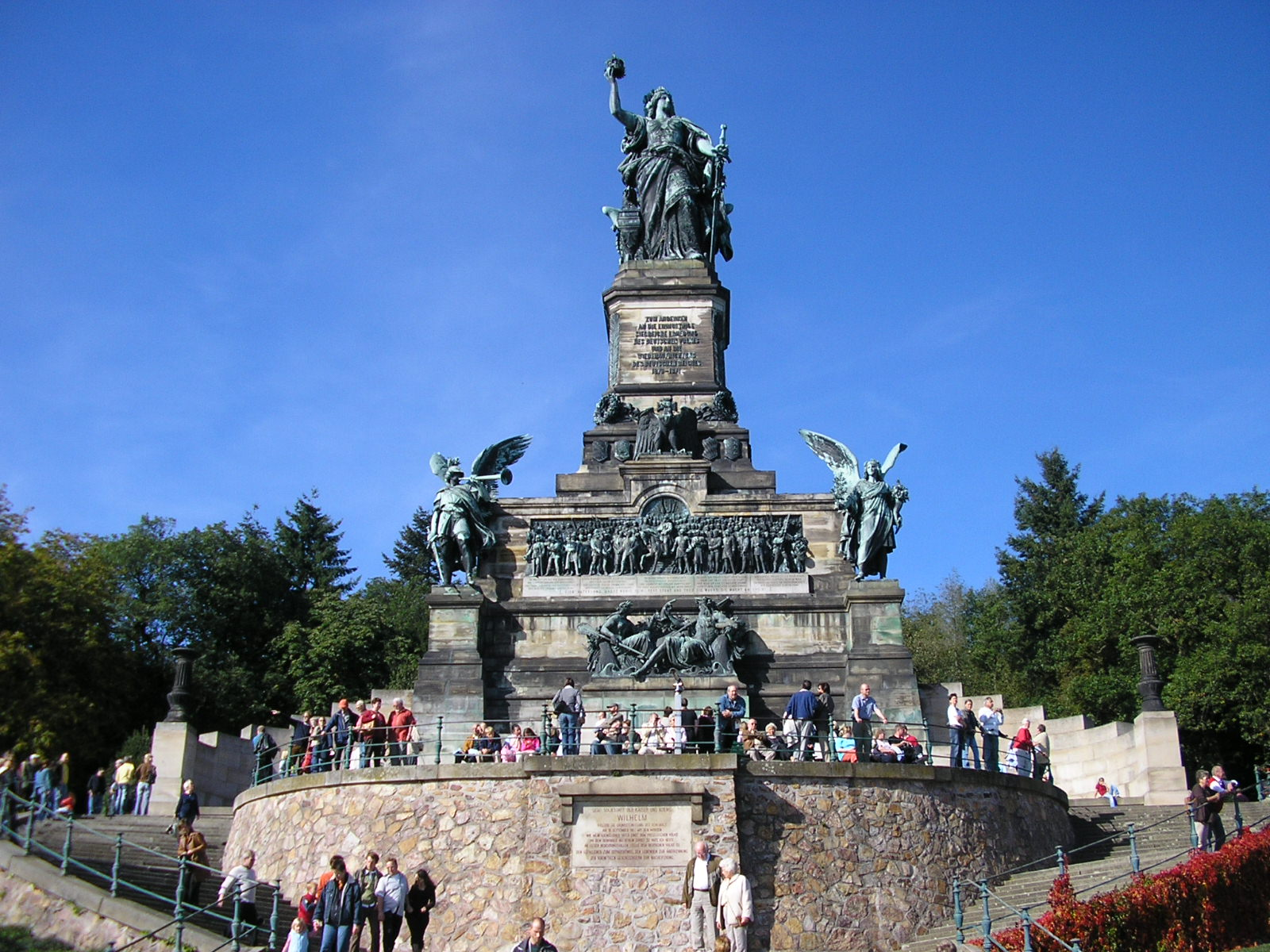
Niederwalddenkmal
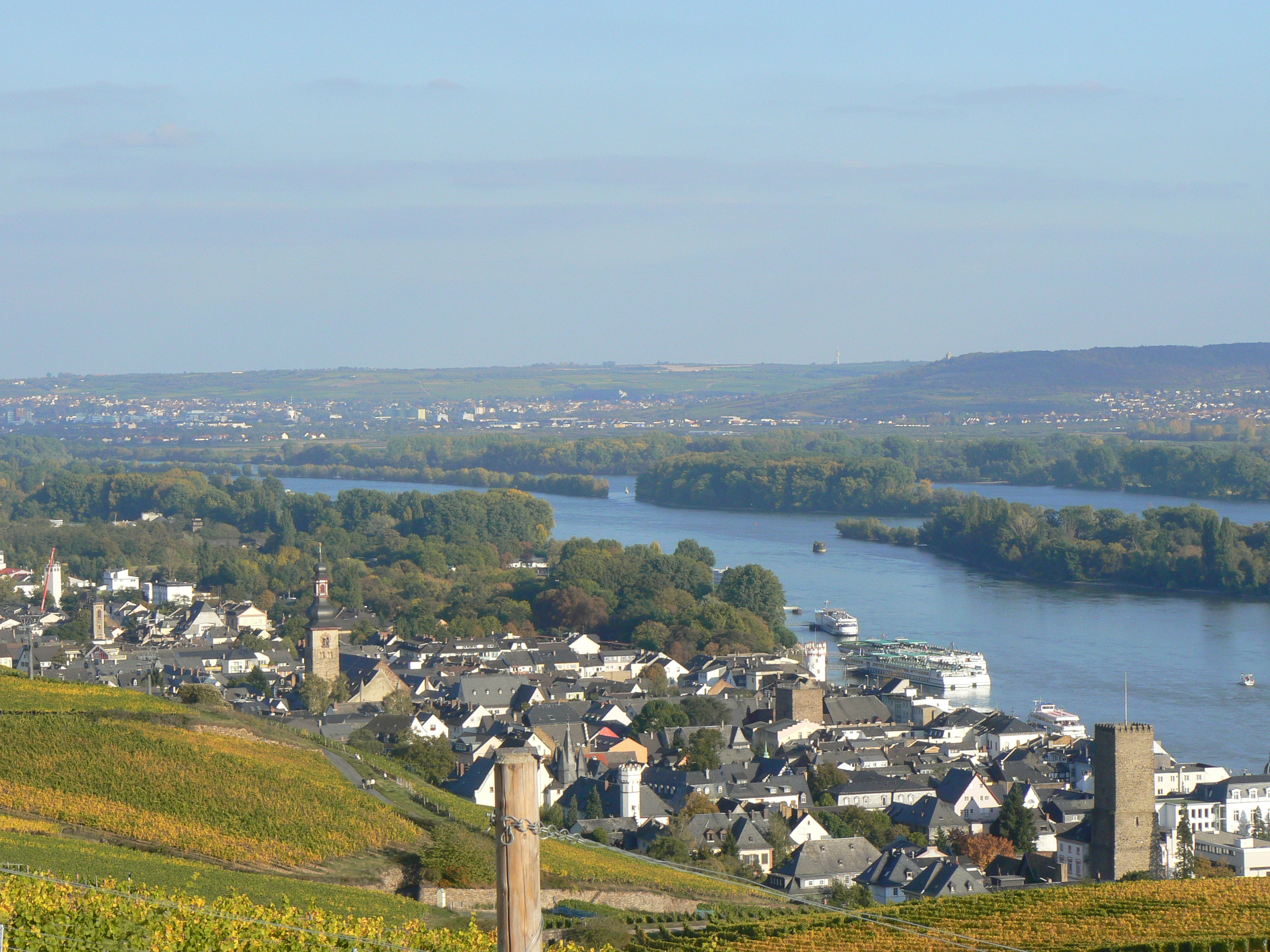
Vistas desde el Niederwalddenkmal
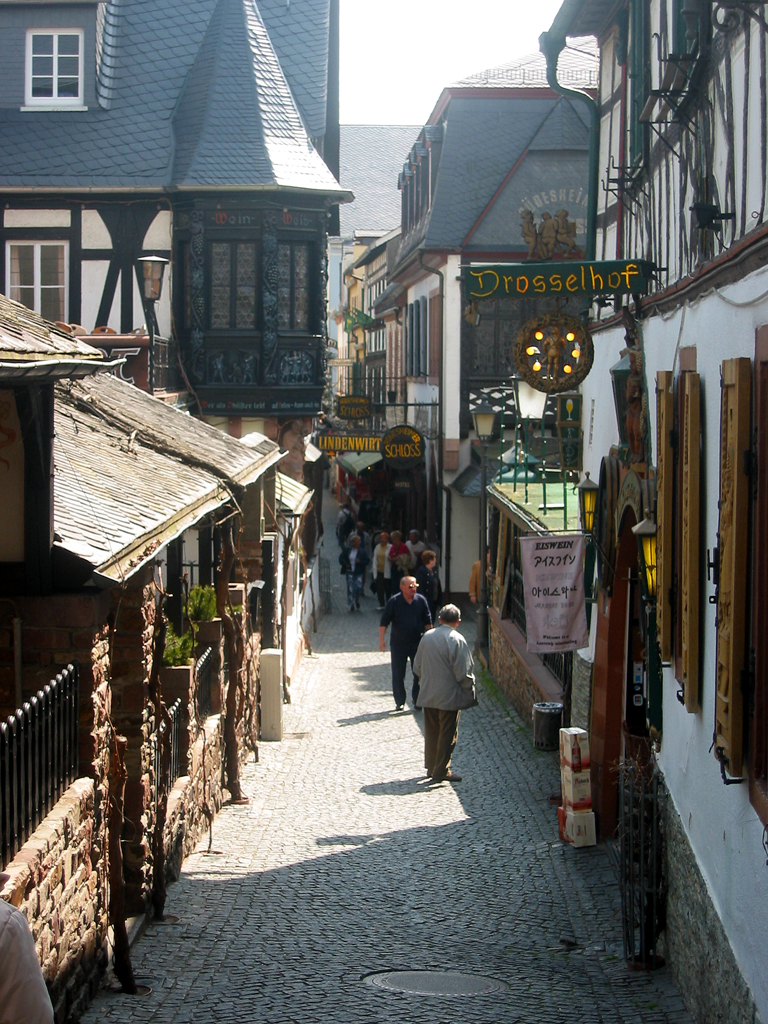
Calle Drosselgasse

## Ciudades hermanadas
- Juliénas
- Meursault
- Mezőkövesd
- Oingt
- Swanage